# Brunfelsia jamaicensis
Brunfelsia jamaicensis ist eine Art aus der Sektion Brunfelsia der Gattung Brunfelsia. Die Pflanzen kommen endemisch auf Jamaika vor und gelten als stark gefährdet.

## Beschreibung

### Vegetative Merkmale
Brunfelsia jamaicensis wird bis zu 10 m hoch. Die Laubblätter sind lanzettlich-langgestreckt und nach vorne abgestumpft, häutig bis ledrig und haben eine Länge von 7,5 bis 10 cm und eine Breite von 2,5 bis 4 cm. Die Blattstiele sind 4 bis 6 mm lang und rinnenförmig. Die Blätter stehen wechselständig an den Zweigen, an den Spitzen der jungen Triebe jedoch zu Gruppen gedrängt.

### Blütenstände und Blüten
Die Blüten stehen einzeln in den Achseln der oberen Laubblätter an kurzen Blütenstielen. Der Kelch ist glockenförmig, mit fünf gerundeten Kelchzähnen versehen, fein behaart oder bewimpert und kann violett gefärbt sein. Die Krone ist gelb, die zylindrische Kronröhre ist etwa neun- bis zwölfmal so lang wie der Kelch und etwa doppelt so lang wie der Durchmesser des Kronsaums. Die fünf Kronlappen sind abgerundet, ganzrandig und leicht gewellt. Die vier Staubblätter sind in zwei Paare aufgeteilt, die sich durch die Länge der Staubfäden unterscheiden. Der Griffel steht nicht über die Kronröhre hinaus.

### Früchte
Die Früchte sind Kapseln, die bei Reife grün sind und ein dickes, festes Perikarp besitzen.

## Vorkommen
Die Art kommt ausschließlich auf Jamaika vor. Sie besiedeln dort Nebelwälder höherer Lagen.

## Gefährdung
In der Roten Liste gefährdeter Arten der International Union for Conservation of Nature and Natural Resources wird Brunfelsia jamaicensis als „vulnerable (VU)“ (gefährdet) (stark gefährdet) eingestuft. Grund der Gefährdung sind die Zerstörung der Standorte und die Verdrängung durch eingeführte Arten.